# اچ‌ام‌ای‌اس کورلو
اچ‌ام‌ای‌اس کورلو (به انگلیسی: HMAS Curlew) یک کشتی بود که طول آن ۱۵۲ فوت (۴۶ متر) بود. این کشتی در سال ۱۹۵۳ ساخته شد.